# Markus Scholz (Archäologe)
Markus Scholz (* 1970) ist ein deutscher Provinzialrömischer Archäologe. Er war Konservator der Abteilung Römerzeit am Römisch-Germanischen Zentralmuseum in Mainz und hat einen Lehrstuhl für Archäologie und Geschichte der römischen Provinzen an der Universität Frankfurt am Main inne.

## Leben
Scholz studierte von 1991 bis 1995 im Hauptfach Provinzialrömische Archäologie sowie Ur- und Frühgeschichte und Alte Geschichte an den Universitäten von Frankfurt am Main, Freiburg im Breisgau und Basel. Im Jahr 1995 schloss er seine Studien mit einer Magisterarbeit über „Graffiti auf römischer Keramik aus Nida-Heddernheim“ ab. Im Anschluss daran war er 1996 als Grabungsleiter im römischen Lagerdorf (Vicus) von Riegel am Kaiserstuhl tätig. 1998 erhielt er ein Forschungsstipendium des Römisch-Germanischen Zentralmuseums in Mainz. Das Stipendium beschäftigte sich mit dem Thema „Die Steinbruchinschriften des Brohltals (Eifel) – Baumaterial für die niedergermanische Armee“. Noch im selben Jahr begann er mit der Konzeption der Sonderausstellung „Älter als gedacht: römische Siedlungsplätze im Hochrheintal“, deren Durchführung er 1999 in Rheinfelden begleitete. Im Jahr 2001 wurde er an der Universität Freiburg im Fach Provinzialrömische Archäologie bei Hans Ulrich Nuber promoviert. Die Dissertation trug den Titel „Die Keramik des Limeskastells Kapersburg“ und erschien wenige Jahre später leicht überarbeitet unter dem Titel „Keramik und Geschichte des Limeskastells Kapersburg – eine Bestandaufnahme“ im Saalburg-Jahrbuch.
Noch im gleichen Jahr wurde Scholz beim Landesamt für Denkmalpflege Baden-Württemberg angestellt und leitete von 2001 bis 2003 die Ausgrabungen im Kastell Heidenheim. Außerdem betreute er weitere Grabungen im Landkreis Heidenheim. Im Zuge der Untersuchungen zu diesem Kastell zeichnete er für die Konzeption und Durchführung einer Sonderausstellung über die römische Garnison in Heidenheim verantwortlich. Nach einer kurzen Zeit als freiberuflicher Epigraphiker zu Beginn des Jahres 2004 übernahm er wieder Grabungsleitungen für das baden-württembergische Landesdenkmalamt, diesmal im Limeskastell Aalen sowie erneut in Heidenheim. Noch 2004 sowie 2005/2006 konzipierte er als Ausstellungskurator die Ausstellung „Geritzt und Entziffert. Kleininschriften als Dokumente der römischen Informationsgesellschaft“ im Limesmuseum Aalen und – in Zusammenarbeit mit Marcus Reuter, Martin Kemkes und Bernd Steidl – die Ausstellung „Alles Geritzt. Botschaften aus der Antike“ in der archäologischen Staatssammlung München. Außerdem arbeitete er 2005 an der Landesausstellung „Imperium Romanum“ im Archäologischen Landesmuseum Baden-Württemberg mit. Von 2004 bis 2005 war er außerdem als wissenschaftlicher Berater bei der Erweiterung des Limesmuseums Aalen zum Archäologischen Park tätig. Hier beschäftigte er sich insbesondere mit Rekonstruktionsmaßnahmen auf dem dortigen Kastellgelände. Von Dezember 2004 bis November 2006 erhielt er ein Stipendium der Deutschen Forschungsgemeinschaft (DFG), das sich mit der Auswertung der Forschungsergebnisse aus den Untersuchungen am Kastell Heidenheim beschäftigte. Zu diesem Zweck war er von 2005 bis 2006 über eine durch die DFG finanzierte Stelle als Wissenschaftlicher Angestellter an der Universität Freiburg beschäftigt.
Vom 1. Dezember 2006 bis 31. März 2010 war Scholz als Referent an der Abteilung Römerzeit am Römisch-Germanischen Zentralmuseum tätig und wurde dort ab 1. April 2010 Konservator. Ab 2011 übernahm er zusätzlich provinzialrömische Lehraufträge an den Universitäten Freiburg und Frankfurt. Der Archäologe blieb bis 2015 am Römisch-Germanischen Zentralmuseum als Konservator aktiv und ließ sich anschließend bis Ende 2018 beurlauben. Im gleichen Jahr wurde er an der Universität Freiburg habilitiert und übernahm ab 1. Dezember 2015 als Nachfolger von Hans-Markus von Kaenel die Professur für Archäologie und Geschichte der römischen Provinzen an der Universität Frankfurt.
Seit 2008 ist Scholz Gründungsmitglied und Vizepräsident der „Association internationale pour l'étude des inscriptions mineures (Ductus)“ mit Hauptsitz an der Universität Lausanne, Schweiz.
Außerhalb von Fachkreisen wurde er 2024 bekannt im Zusammenhang mit der Entzifferung der Frankfurter Silberinschrift.

## Schriften (Auswahl)
- mit Peter Fasold, Andrea Hampel und Marianne Tabaczek: Der römische Bestattungsplatz von Frankfurt am Main-Zeilsheim. Grabbau und Gräber der provinzialen Oberschicht (= Schriften des Archäologischen Museums Frankfurt am Main. Band 26). Schnell und Steiner, Regensburg 2016, ISBN 978-3-7954-2974-4.
- Tumbe Bauern? Zur Schriftlichkeit in ländlichen Siedlungen in den obergermanischen Provinzen und Raetien. In: Markus Scholz, Marietta Horster (Hrsg.): Lesen und Schreiben in den römischen Provinzen. Schriftliche Kommunikation im Alltagsleben. Akten des 2. Internationalen Kolloquiums von DUCTUS (= RGZM-Tagungen. Bd. 26). Verlag des Römisch-Germanischen Zentralmuseums, Mainz 2015, ISBN 978-3-88467-254-9, S. 67–90.
- mit Barbara Pferdehirt (Hrsg.): Bürgerrecht und Krise – Die Constitutio Antoniniana 212 n. Chr. und ihre innenpolitischen Folgen (= Mosaiksteine, Forschungen am RGZM. Bd. 9). Schnell & Steiner, Mainz 2012 ISBN 978-3-7954-2663-7.
- Grabbauten des 1.–3. Jahrhunderts in den nördlichen Grenzprovinzen des Römischen Reiches (= Monographien des Römisch-Germanischen Zentralmuseums. Band 103). Verlag des Römisch-Germanischen Zentralmuseums, Mainz 2012, ISBN 3-7954-2722-3 (Online-Versionen: Textband doi:10.11588/propylaeum.1103; Katalogband doi:10.11588/propylaeum.1104).
- mit Martin Kemkes: Das Römerkastell Aalen. UNESCO-Welterbe (= Schriften des Limesmuseums Aalen. Bd. 58). Theiss, Stuttgart 2012, ISBN 3-8062-2057-3.
- Das Reiterkastell Aquileia/Heidenheim. Die Ergebnisse der Ausgrabungen 2000–2004 (= Forschungen und Berichte zur Vor- und Frühgeschichte in Baden-Württemberg. Bd. 110). Theiss, Stuttgart 2009, ISBN 3-8062-2259-2.
- mit Marcus Reuter: Geritzt und Entziffert. Schriftzeugnisse der römischen Informationsgesellschaft (= Schriften des Limesmuseums Aalen. Bd. 57). Theiss, Stuttgart 2004, ISBN 3-8062-1924-9.
- mit Marcus Reuter: Alles Geritzt. Botschaften aus der Antike. Archäologische Staatssammlung München, München 2005, ISBN 3-927806-34-X
- Keramik und Geschichte des Limeskastells Kapersburg. Eine Bestandsaufnahme. In: Saalburg-Jahrbuch 52/53, 2002/2003, S. 9–281 (Dissertation).
- Graffiti auf römischen Tongefässen aus Nida-Heddernheim (= Schriften des Archäologischen Museums Frankfurt. Bd. 16). Museum für Vor- und Frühgeschichte, Frankfurt 1999, ISBN 3-7954-2785-1.